# Koninklijke Lyra
El Koninklijke Lyra fou un club de futbol belga de la ciutat de Lier, Província d'Anvers. Lyra és el nom en llatí de la ciutat de Lier.

## Història

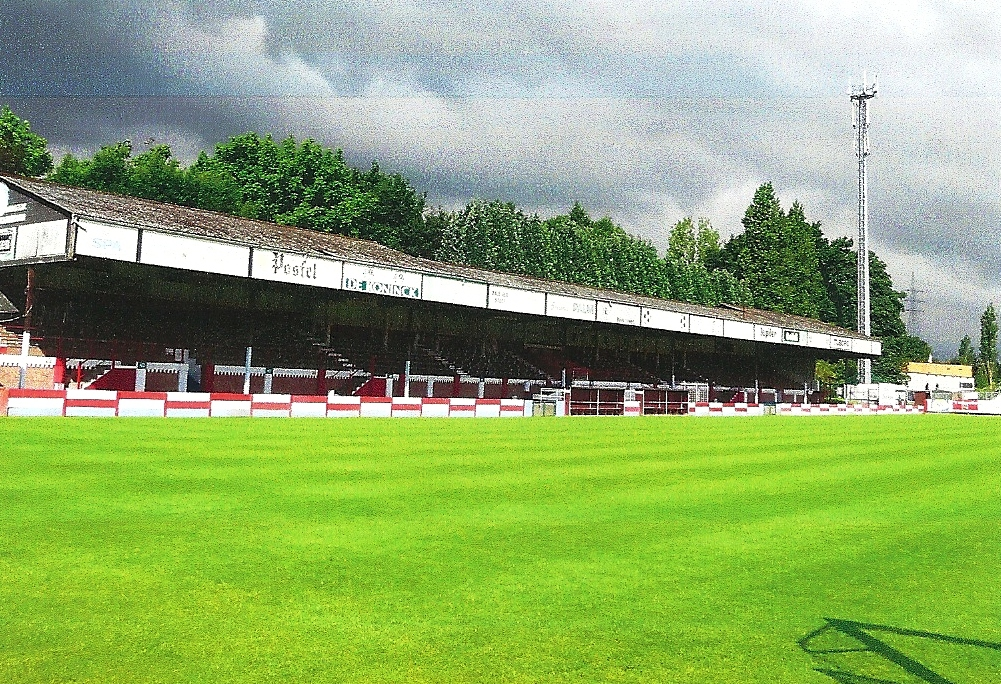
Estadi Lyra

Els orígens del club daten del 1891, dins d'una organització de lleure anomenada Zang- en Toneelmaatschappij Nut en Vermaak. El 1899 fou creat un club esportiu amb seccions com la gimnàstica. El club nasqué el 12 de gener de 1909 amb el nom Turn- en Sportvereniging Lyra (Associació Gimnàstica i Esportiva Lyra). El mateix any ingressà a la Federació amb el número de matrícula 52. L'any 1913 ingressà a la segona divisió belga, on romangué fins a l'any 1932, en que ascendí a primera i hi romangué fins a 1938. Fou finalista de la Copa Belga la temporada 1934-35. L'any 1934 adoptà el nom Koninklijke Maatschappij Lyra i el 1939 Koninklijke Lyra. Tornà a primera divisió els anys 1943-44, 1946-51 i 1953-54. L'any 1960 descendí a tercera categoria. El 12 d'abril de 1972 es fusionà amb el seu rival ciutadà, el Lierse SK esdevenint K. Lierse SV. El 16 de juny de 1972 es fundà un nou club anomenat K. Lyra T.S.V..

## Palmarès
- Segona divisió belga:
  - 1931-32, 1942-43, 1945-46, 1952-53